# Salem (Iowa)
Pour les articles homonymes, voir Salem.
Salem est une ville du comté de Henry, en Iowa, aux États-Unis. Elle est  incorporée le 24 janvier 1855.

## Personnalité
- Thomas Poulter (1897-1978), explorateur et scientifique, y est né.